# Dokument Kopenhaski
Dokument Kopenhaski – dokument przyjęty ze względu na państwa Europy Środkowo-Wschodniej, świeżo uwolnione od reżimów komunistycznych. Państwa te zobowiązały się do przestrzegania praw człowieka (w tym istotnej kwestii mniejszości narodowych) zgodnie z zasadami panującymi w demokracjach parlamentarnych. Dokument ten wyraża podstawowe założenie KBWE dotyczące praw człowieka. Zakłada on, że ochrona praw człowieka jest jednym z podstawowych celów każdego rządu. Zgoda co do uznania praw człowieka jest podstawą wolności, praworządności i pokoju w Europie.
Dokument Kopenhaski został  podpisany 29 czerwca 1990 r. na konferencji KBWE w Kopenhadze dotyczącej praw człowieka (ang. Conference on Human Dimension). Konferencja dot. praw człowieka odbywała się w trzech częściach:
1. w Paryżu 30 V – 23 VI 1989
2. w Kopenhadze 5 – 29 VI 1990 (gdzie nastąpiło podpisanie dokumentu)
3. w Moskwie 10 IX – 4 X 1991.